# Wayne Morris (attore 1914)
Wayne Morris, nato Bert DeWayne Morris (Brooklyn, 17 febbraio 1914 – Oakland, 14 settembre 1959), è stato un attore statunitense, decorato anche come asso dell'aviazione della seconda guerra mondiale.
Apparve in numerosi film, tra i quali L'uomo di bronzo (1937), La jena del Missouri (1952) e Orizzonti di gloria (1957).

## Biografia
Morris nacque nella Contea di Los Angeles, in California, da Bert DeWayne Morris e da Anna Lorea Morris (nata Fitzgerald). Frequentò il Los Angeles City College e fu un fullback nella prima squadra di football della scuola. Egli fece esperienza di recitazione con il proprio lavoro al Pasadena Playhouse. 
Debuttò nel cinema con il film Ali sulla Cina (1936). Interpretò il personaggio di Kid Galahad che dà il titolo al film L'uomo di bronzo (1937), la storia di un giovane pugile professionista, in cui recitò accanto a Bette Davis, Edward G. Robinson e Humphrey Bogart. La sua carriera proseguì in film come Brother Rat (1938), cui partecipò anche Ronald Reagan, e nell'unico film horror interpretato da Bogart, Il ritorno del dottor X (1939).

## Filmografia parziale

### Cinema
- Ali sulla Cina (China Clipper), regia di Ray Enright (1936)
- L'uomo di bronzo (Kid Galahad), regia di Michael Curtiz (1937)
- Sottomarino D1 (Submarine D1), regia di Lloyd Bacon (1937)
- Il gigante biondo (The Kid Comes Back), regia di B. Reeves Eason (1938)
- La valle dei giganti (Valley of the Giants), regia di William Keighley (1938)
- Brother Rat, regia di William Keighley (1938)
- Il ritorno del dottor X (The Return of Dr. X), regia di Vincent Sherman (1939)
- The Kid from Kokomo, regia di Lewis Seiler (1939)
- Brother Rat and a Baby, regia di Ray Enright (1940)
- The Quarterback, regia di H. Bruce Humberstone (1940)
- I cavalieri del cielo (I Wanted Wings), regia di Mitchell Leisen (1941)
- I tre moschettieri del Missouri (Bad Men of Missouri), regia di Ray Enright (1941)
- Disperato amore (Deep Valley), regia di Jean Negulesco (1947)
- La voce della tortora (The Voice of the Turtle), regia di Irving Rapper (1947)
- I giorni della vita (The Time of Your Life), regia di H.C. Potter (1948)
- La sposa rubata (John Loves Mary), regia di David Butler (1949)
- I fratelli di Jess il bandito (The Younger Brothers), regia di Edwin L. Marin (1949)
- Aquile dal mare (Task Force), regia di Delmer Daves (1949)
- Mani insanguinate (Sierra Passage), regia di Frank McDonald (1950)
- Il passo degli apaches (Stage to Tucson), regia di Ralph Murphy (1950)
- Il falco di Bagdad (The Magic Carpet), regia di Lew Landers (1951)
- La jena del Missouri (The Bushwhackers), regia di Rod Amateau (1951)
- Carabina Mike tuona sul Texas (The Marksman), regia di Lewis D. Collins (1953)
- L'assedio di fuoco (Riding Shotgun), regia di André De Toth (1954)
- Desperado (The Desperado), regia di Thomas Carr (1954)
- Orizzonti di gloria (Paths of Glory), regia di Stanley Kubrick (1957)
- La strada della rapina (Plunder Road), regia di Hubert Cornfield (1957)

### Televisione
- Damon Runyon Theater – serie TV, episodio 1x13 (1955)
- Scienza e fantasia (Science Fiction Theatre) – serie TV, episodio 2x15 (1956)
- Maverick – serie TV, episodio 2x12 (1958)
- Gunsmoke – serie TV, episodio 3x25 (1958)
- Ricercato vivo o morto (Wanted: Dead or Alive) – serie TV, episodio 1x24 (1959)
- The Further Adventures of Ellery Queen – serie TV, episodio 1x27 (1959)
- Bourbon Street Beat – serie TV, episodio 1x09 (1959)
- Avventure in paradiso (Adventures in Paradise) – serie TV, episodio 1x14 (1960)

## Doppiatori italiani
- Mario Pisu in Orizzonti di gloria, La voce della tortora, I tre moschettieri del Missouri
- Paolo Stoppa ne I cavalieri del cielo
- Bruno Persa in Disperato amore
- Giulio Panicali in Mani insanguinate
- Carlo Romano ne L'assedio di fuoco
- Gioacchino Maniscalco ne L'uomo di bronzo (ridoppiaggio 1986)